# Aérodrome de Borama
L'Aéroport de Borama (IATA : BXX) est un aérodrome situé en périphérie de la ville de Borama, au Somaliland. Il est actuellement non utilisé, mais certains projets devaient voir le jour.

## Situation
| Berbera Burao Hargeisa Borama Erigavo Las Anod Kalabaydh Ismail Mire |